# Rouge-gorge familier
Erithacus rubecula
Ne pas confondre avec les autres rouge-gorges, notamment le rouge-gorge américain, appelé aussi merle migrateur.
Espèce
Statut de conservation UICN

 LC  : Préoccupation mineure
Le Rouge-gorge familier (Erithacus rubecula) est une espèce de passereaux. Auparavant placé dans la famille des Turdidae, il figure actuellement, avec d'autres représentants de celle-ci (particulièrement les tariers et les traquets), dans celle des Muscicapidae. La liste de la Commission de l'Avifaune française utilise l'orthographe rougegorge.

## Morphologie
Le mâle et la femelle sont presque identiques, avec une couronne, des ailes, le dessus et la queue de couleur brune, une bande grise sur les côtés de la gorge, un ventre blanc et la fameuse « gorge rouge », plus précisément de couleur orange foncé tirant vers le rouge. Bien que sa face et sa poitrine soient plus orangées que rougeâtres, cet oiseau prend le nom familier de rouge-gorge au Moyen Âge. Cette contradiction est due à ce que la dénomination de la couleur orange n'apparaît en Europe qu'au XVIe siècle, par la diffusion sur ce continent de l'orange rapportée à la fin du XVe siècle par les Portugais de Ceylan et de Chine.

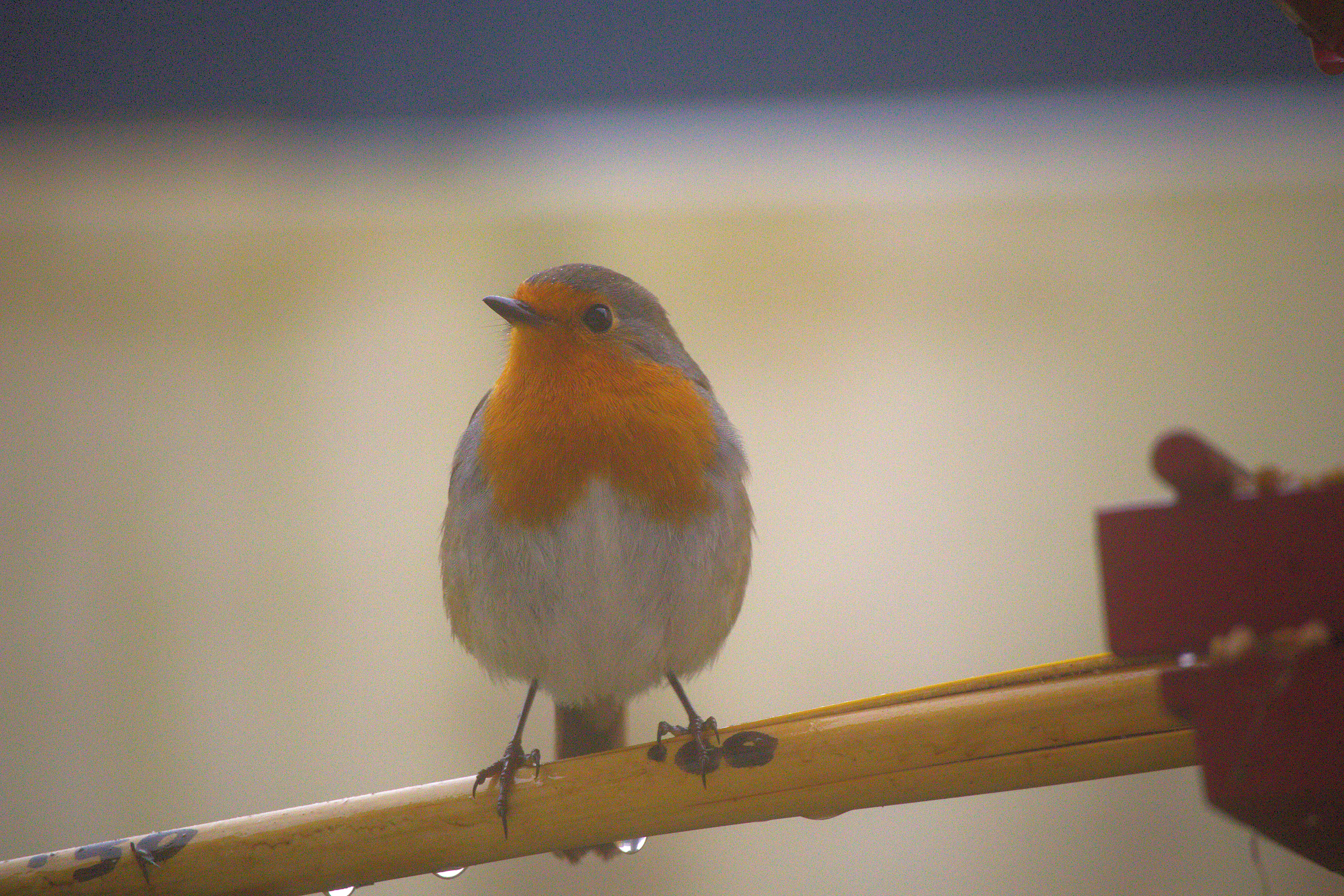
Rouge gorge

L'identification des jeunes peut se révéler difficile, puisqu'il leur manque la tache rouge, et ils présentent un plumage brun tacheté ressemblant fortement à celui du jeune d'un membre de la même famille, le Rossignol philomèle (Luscinia megarhynchos).
Le rouge-gorge est légèrement plus petit qu'un moineau, avec une taille de 12,5 à quatorze centimètres et un poids de seize à vingt-deux grammes. Il est rondelet et haut sur pattes, ses yeux noirs sont également caractéristiques.
La durée de vie d'un rouge-gorge est de onze ans (maximum connu).

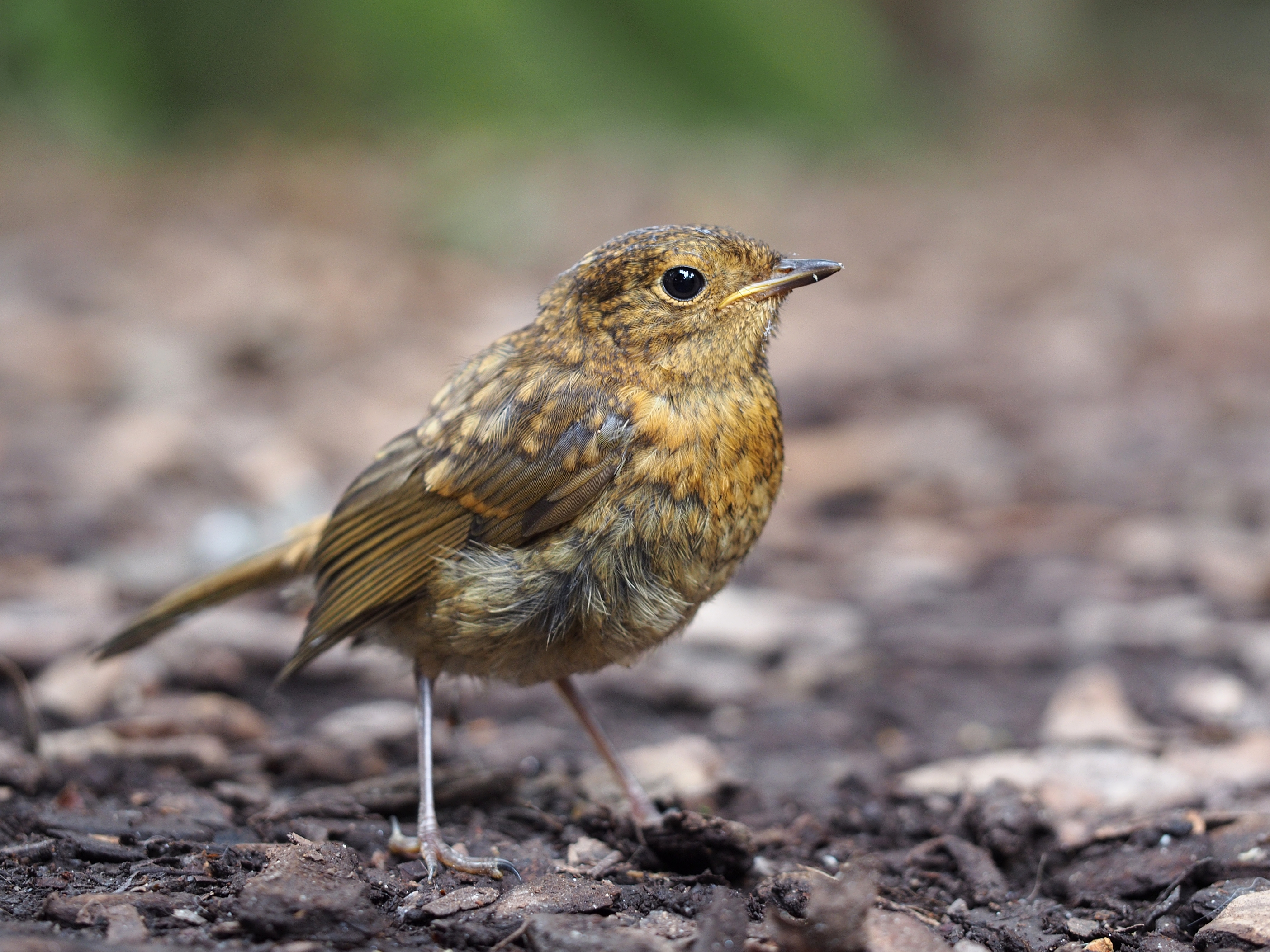
Juvénile.
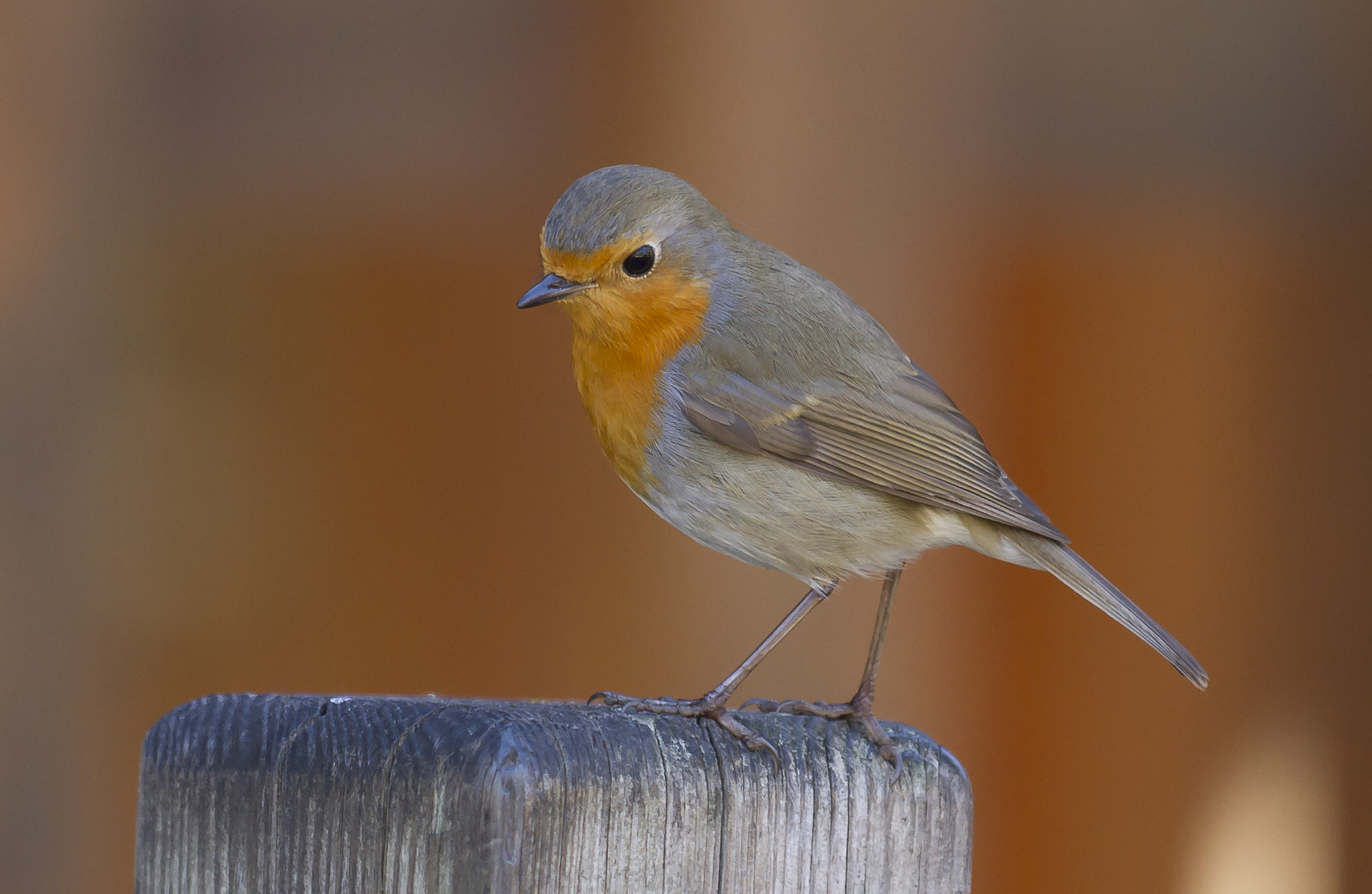
Adulte.
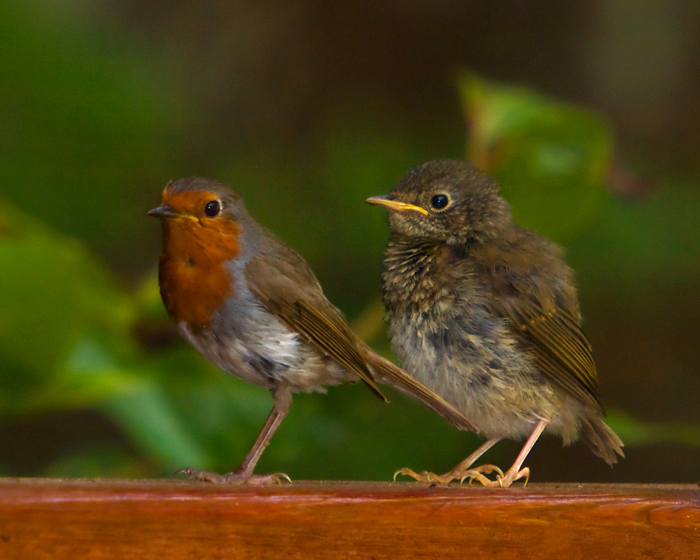
Adulte et forme juvénile.
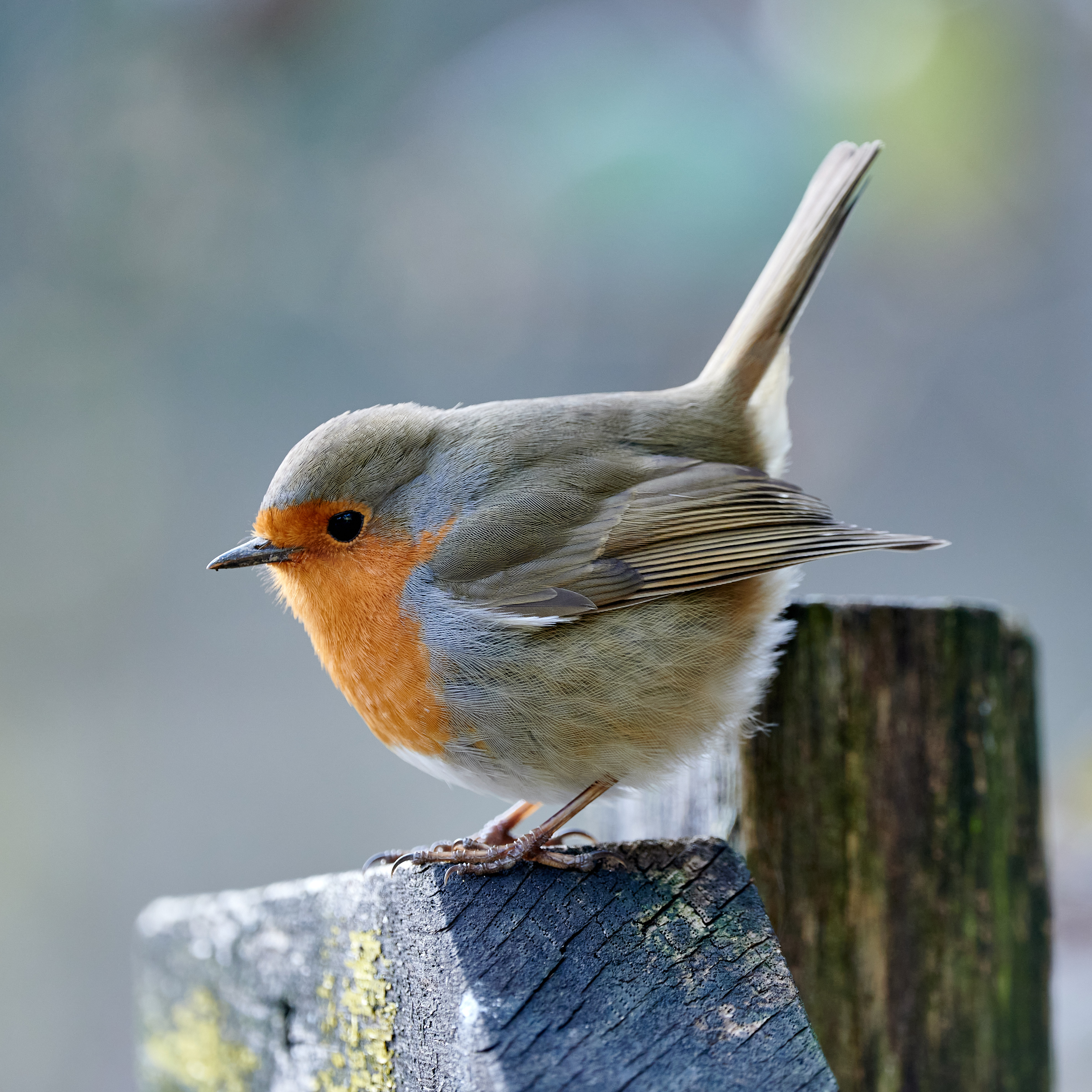
Rouge-gorge familier en Suisse. Février 2022.
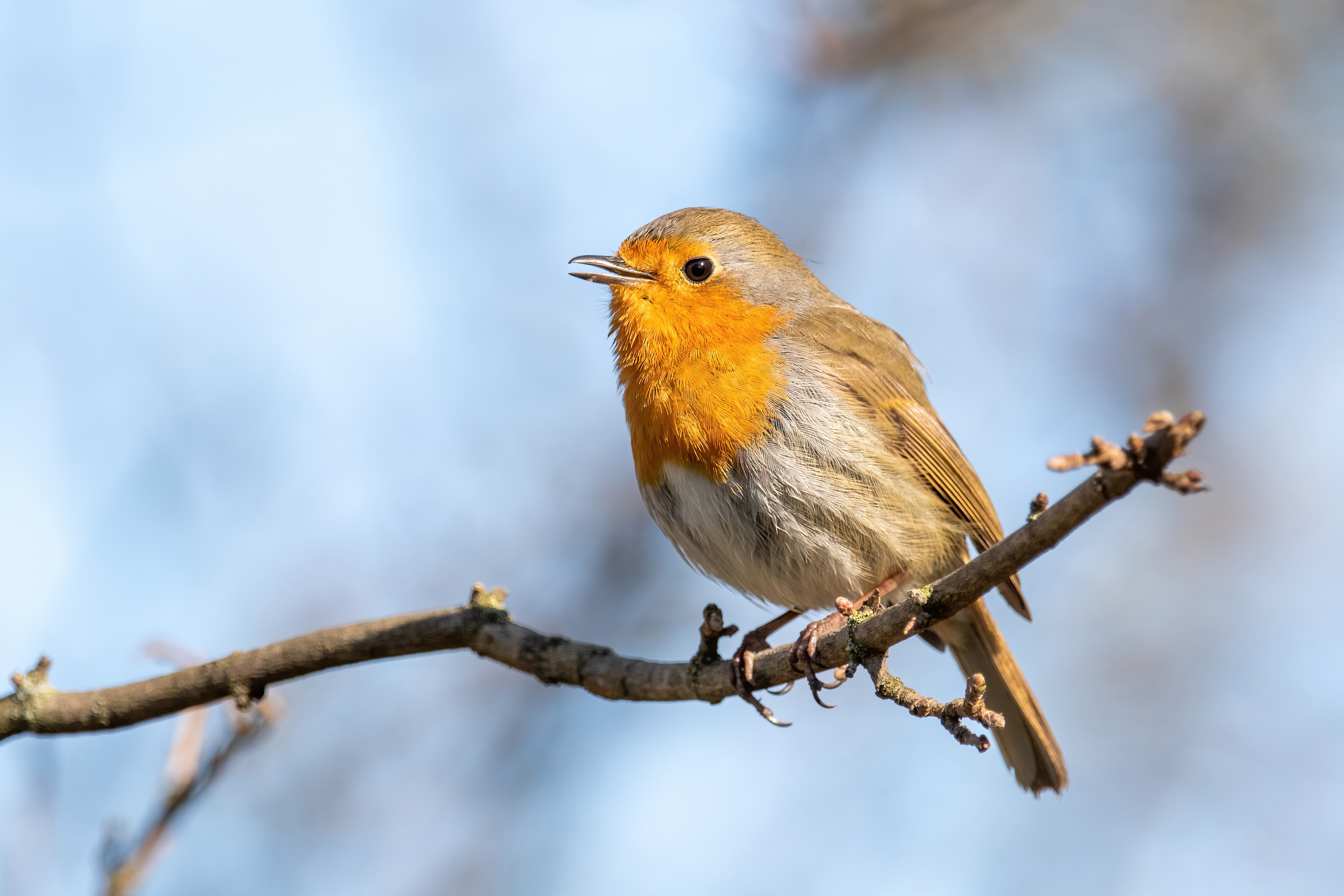
Rouge-gorge familier à Créteil en France. Février 2022.
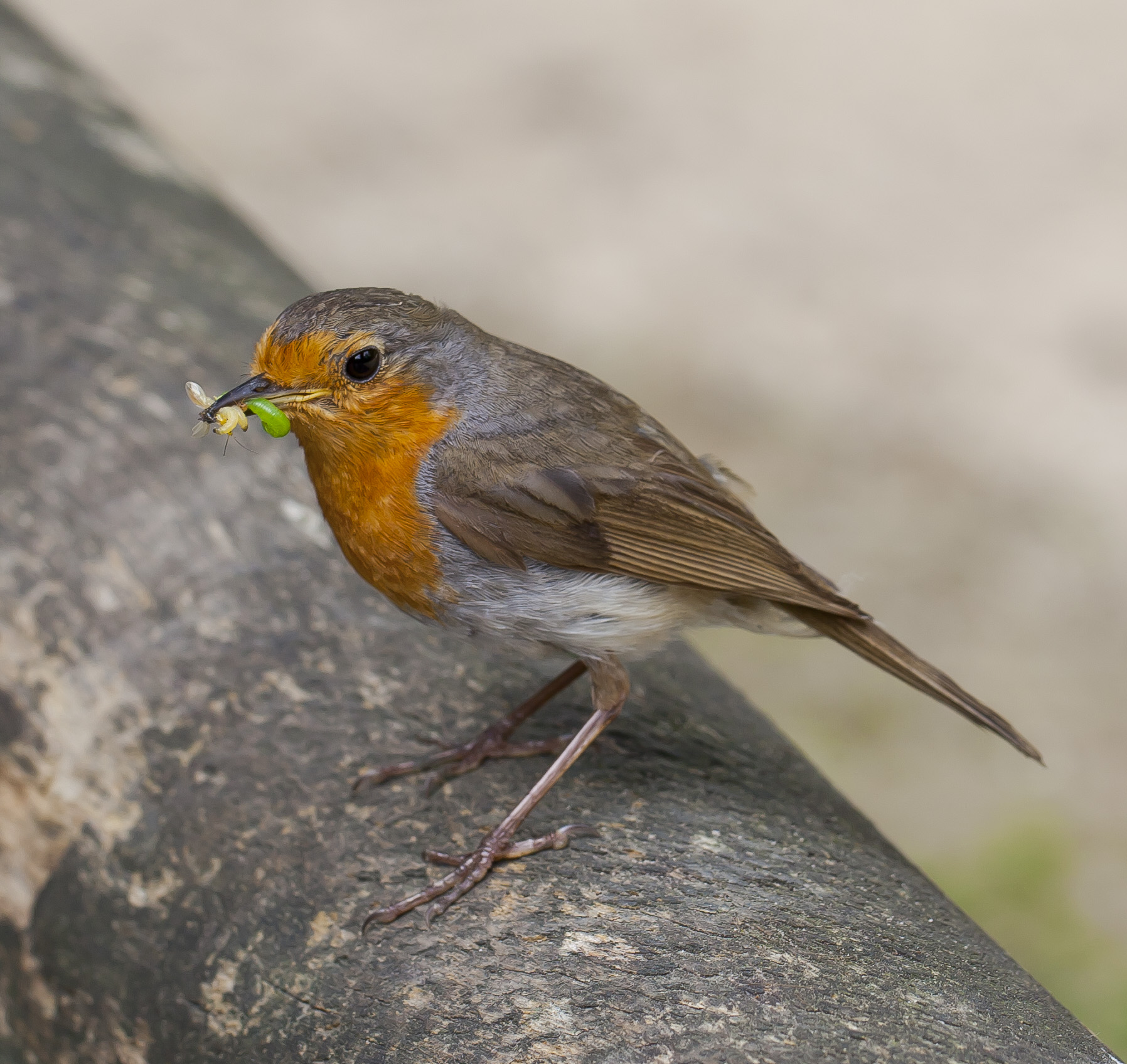
Rouge-gorge avec insectes dans le bec, zoo de Munich, Allemagne.
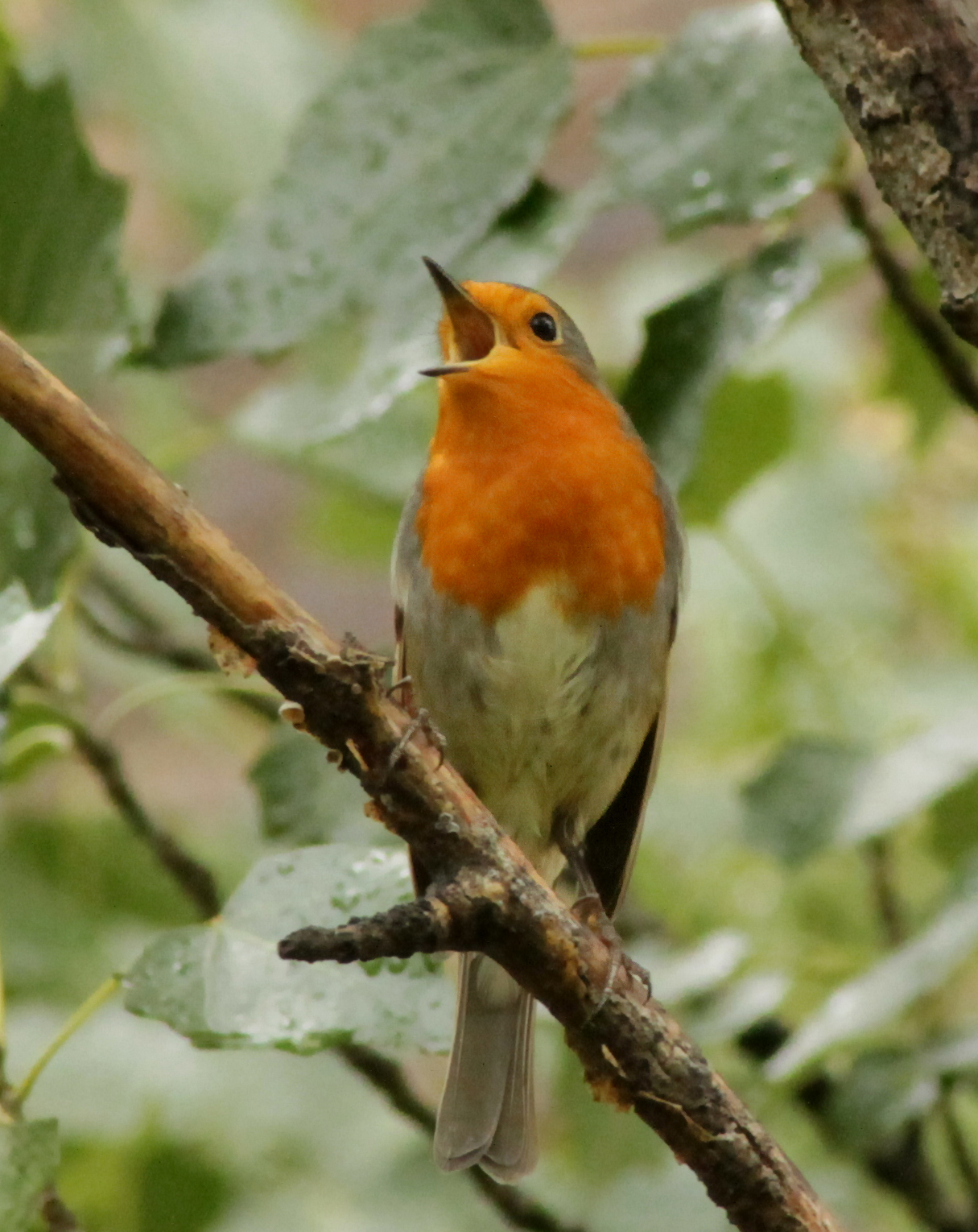
Rouge-gorge chantant.
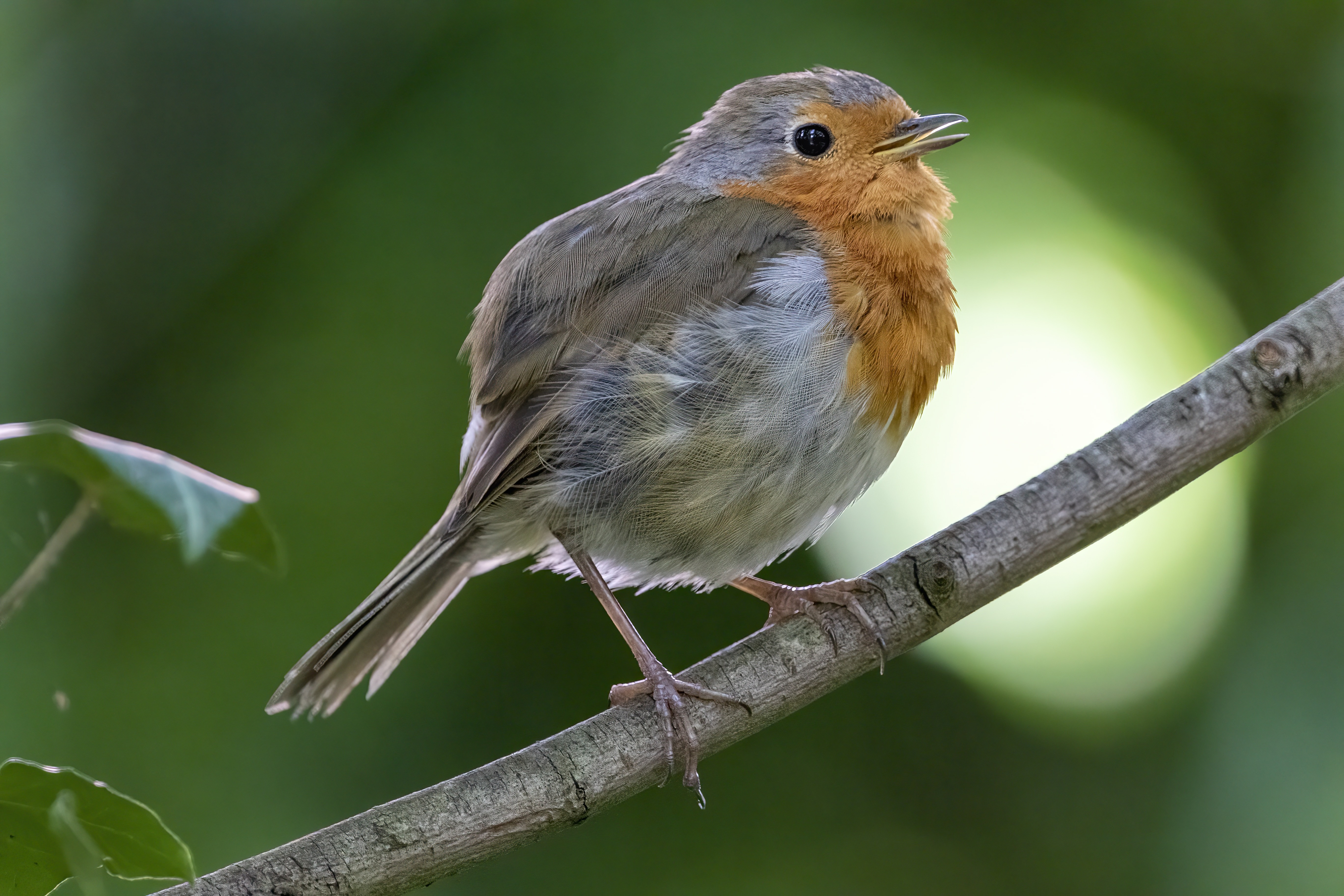
Rouge-gorge chantant.

## Comportement
Le rouge-gorge se nourrit dans les campagnes ouvertes et dans les sous-bois. Son régime  alimentaire est composé surtout des invertébrés vivant par terre (insectes, notamment des   coléoptères, escargots, vers, araignées). De l'automne au début du printemps, il  consomme aussi beaucoup de baies et autres petits fruits. Sa technique de chasse est bien adaptée au  mélange de végétation épaisse et d'espaces libres que l'on trouve dans les jardins et les sous-bois. Perché à faible hauteur, l'oiseau observe les environs, descend, saisit sa proie et se perche  à nouveau. Ou bien il sautille, s'arrêtant ici et là pour chercher une victime. En forêt, le rouge-gorge profite des insectes dérangés par les faisans, cerfs et sangliers. C'est  peut-être pour cela qu'il est si familier et qu'il suit de façon très intéressée la bêche du jardinier. On a vu aussi des rouges-gorges suivre des taupes creusant leurs galeries et attraper des vers de terre.

### Comportement social
Sa nature peu farouche et son plumage attractif l'ont rendu populaire chez des générations de jardiniers. Le rouge-gorge fait partie d'une espèce d'oiseau très active, dont les adultes patrouillent et défendent vivement leur territoire. Présent dans presque chaque jardin, c'est l'un des oiseaux les plus familiers, cherchant sa nourriture à proximité des humains en train de jardiner. Il ira jusqu'à venir se nourrir de proies vivantes, comme des vers de terre ou des vers de farine, présentés à la main. Si l'hiver est rude, il deviendra encore plus familier, car vu son métabolisme, le manque de nourriture dû au froid le rend très vulnérable et la mortalité est alors importante, l'espèce étant casanière et rechignant à migrer.
Le rouge-gorge défend son territoire à longueur d'année, sauf durant la mue ou si l'hiver est très froid. En hiver, les femelles aussi occupent et défendent un territoire, qui leur est nécessaire non seulement pour nicher mais aussi pour garantir des sources suffisantes de nourriture. Un rouge-gorge sans territoire meurt au bout de quelques semaines. C'est pourquoi cet espace est défendu avec une telle énergie. En général, il suffit que le propriétaire exhibe son plastron rouge pour que l'intrus recule mais il peut arriver que la lutte s'engage et les combats s'achèvent parfois par la mort de l'un des adversaires.
À l'opposé de nombreux autres oiseaux, le rouge-gorge vit en solitaire pendant l'automne et l'hiver, mâle et femelle restant sur leur territoire hivernal respectif avec comme résultat qu'ils continuent à chanter même l'hiver, y compris la nuit.
C'est surtout en hiver que le rouge-gorge vient dans les jardins des villes et des villages. À la belle saison, il habite les bois et les forêts ou le bocage dans les haies, les boqueteaux  et sous-bois denses. Dans certaines régions, les rouges-gorges restent toute l'année près de l'homme. Ce petit oiseau passe la nuit sur un buisson touffu, un lierre, parfois dans un nichoir.
Vocalisations
| Dickcissel d'Amérique mâle perché sur un poteau métallique, chantant cou tendu et bec ouvert. | Chants et appels Enregistrement 1 : Écouter le Rouge-gorge familier · sur xeno-canto |

Le rouge-gorge chante toute l'année sauf en été. En hiver, les deux sexes défendent chacun un  territoire en chantant. Son chant mélodieux et allongé lui sert à défendre ses territoires de printemps et d'hiver.
Il a été observé au Nord des Pays-Bas que la date du premier chant d'automne est plus précoce de 14 jours entre 1993 et 2021 sans qu'il ne semble y avoir de corrélation avec les dates arrivées postnuptiales d'individus venus d'Europe du Nord. Il semblerait que l'avancement de la période de reproduction ait provoqué l'avancement de l'installation sur le territoire hivernal.

## Reproduction

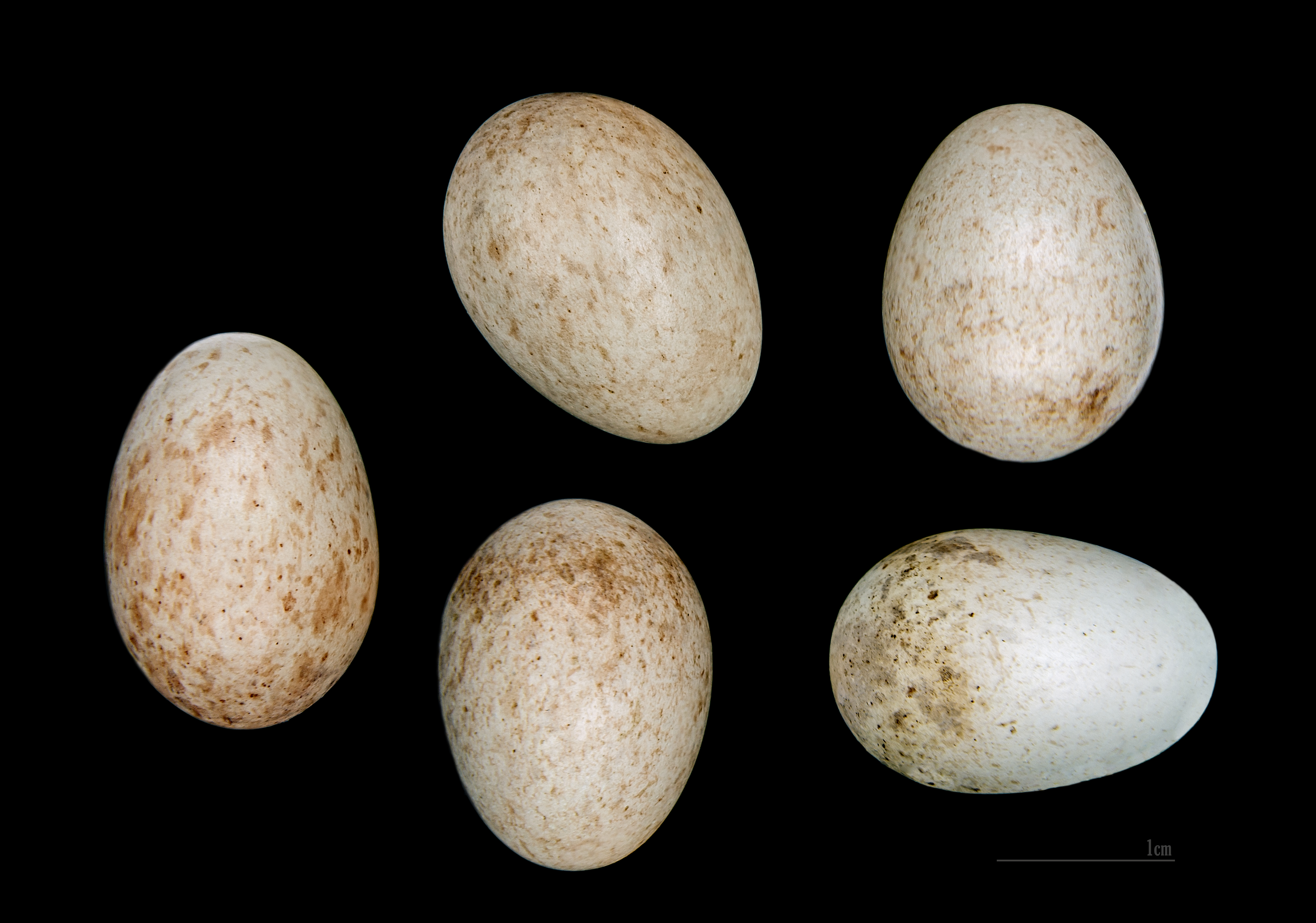
Œufs de Erithacus rubecula Muséum de Toulouse.

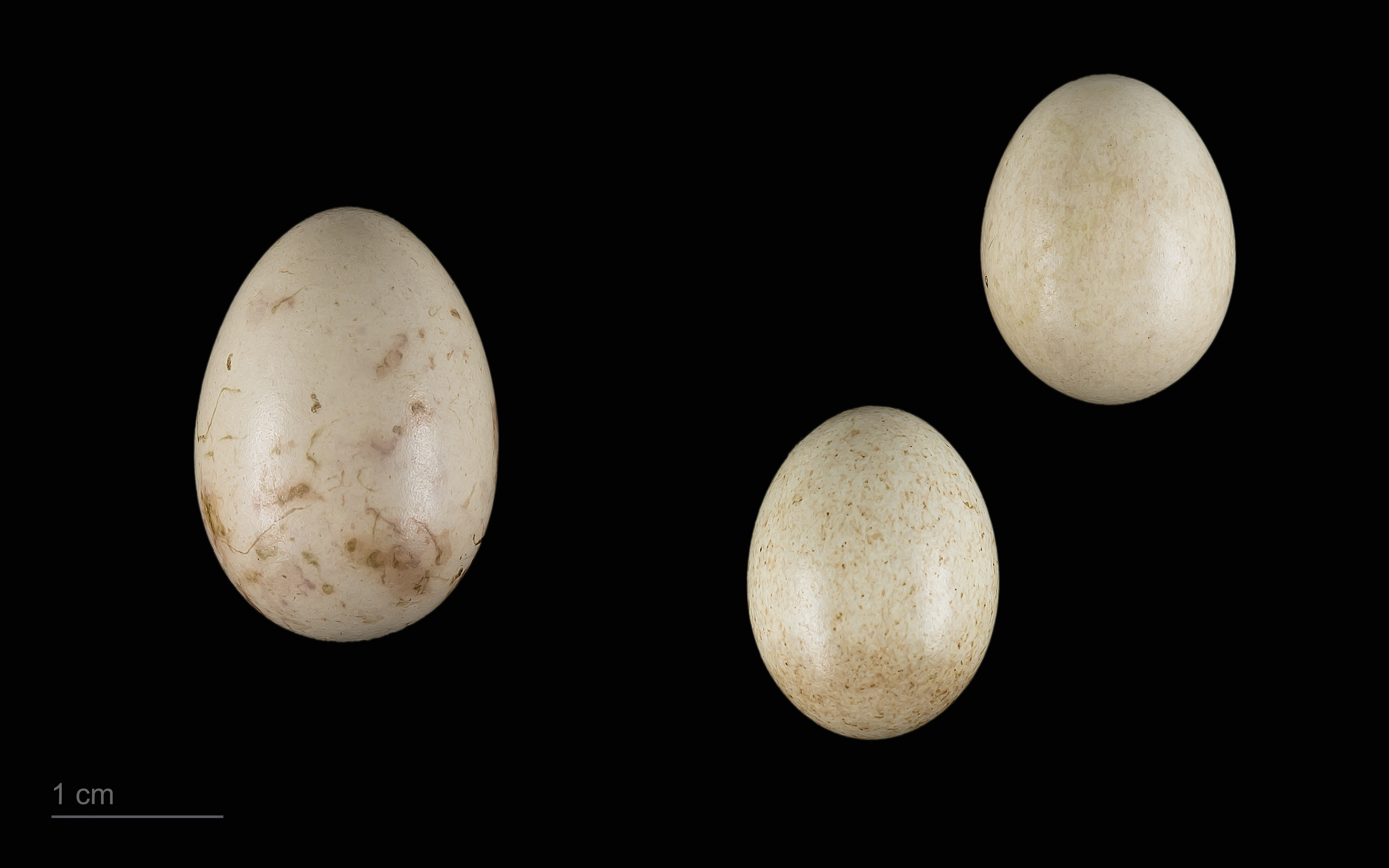
Œuf de Cuculus canorus canorus dans un nid de Erithacus rubecula - Muséum de Toulouse.

- Période de nidification : avril à août.
- Nombre de couvaisons : 1-3.
- Nombre d'œufs : 4 à 7 œufs blancs, mouchetés de brun-roux.
- Incubation : 13 à 14 jours (femelle).
- Nidification : Les rouges-gorges s'apparient dès décembre. En général, la femelle rejoint le mâle sur son territoire mais il arrive parfois qu'elle fusionne son territoire avec celui d'un mâle voisin ou, encore moins fréquemment, qu'elle soit rejointe par un mâle sur son territoire[4]. L'accouplement et la nidification sont plus précoces si l'oiseau est bien nourri. Lorsque la femelle pond une nouvelle couvée, le mâle se charge de nourrir la précédente. Les jeunes sont nidicoles et quittent le nid vers le 15ème jour.
- Nid : Le rouge-gorge fait son nid dans les trous d'arbre et de mur, également dans les jardins et dans les haies, parmi les plantes grimpantes, sur les étagères des dépendances, souvent à proximité d'une touffe herbeuse ou d'un arbuste. Il utilise parfois des boîtes à lettres ou des boîtes de conserve usagées. Il construit un nid hémisphérique bâti à base de mousse, d'herbe et de feuilles sèches, garni de duvet, de plume et de crins. Le nid du rouge-gorge est souvent parasité par le Coucou gris (Cuculus canorus).
- Type de nichoir : Nichoir à grande ouverture.

Nichoir ouvert ou semi-ouvert. Plancher intérieur : minimum 100 x 100 mm. Vieux récipients en étain, cruches ou autres d'une contenance minimale de 25 cl, situés à l'ombre et perforés pour permettre à l'eau de s'écouler. Attachez le nichoir sur un arbre, à une hauteur d'environ 1,5 mètre. Garnissez d'une petite couronne de paille tressée.
- Envol : 2-3 semaines

## Répartition et habitat

Répartition du rouge-gorge familier :
Jaune : Zone de présence estivale.
Vert : Zone de présence annuelle.
Bleu : Zone de présence hivernale.

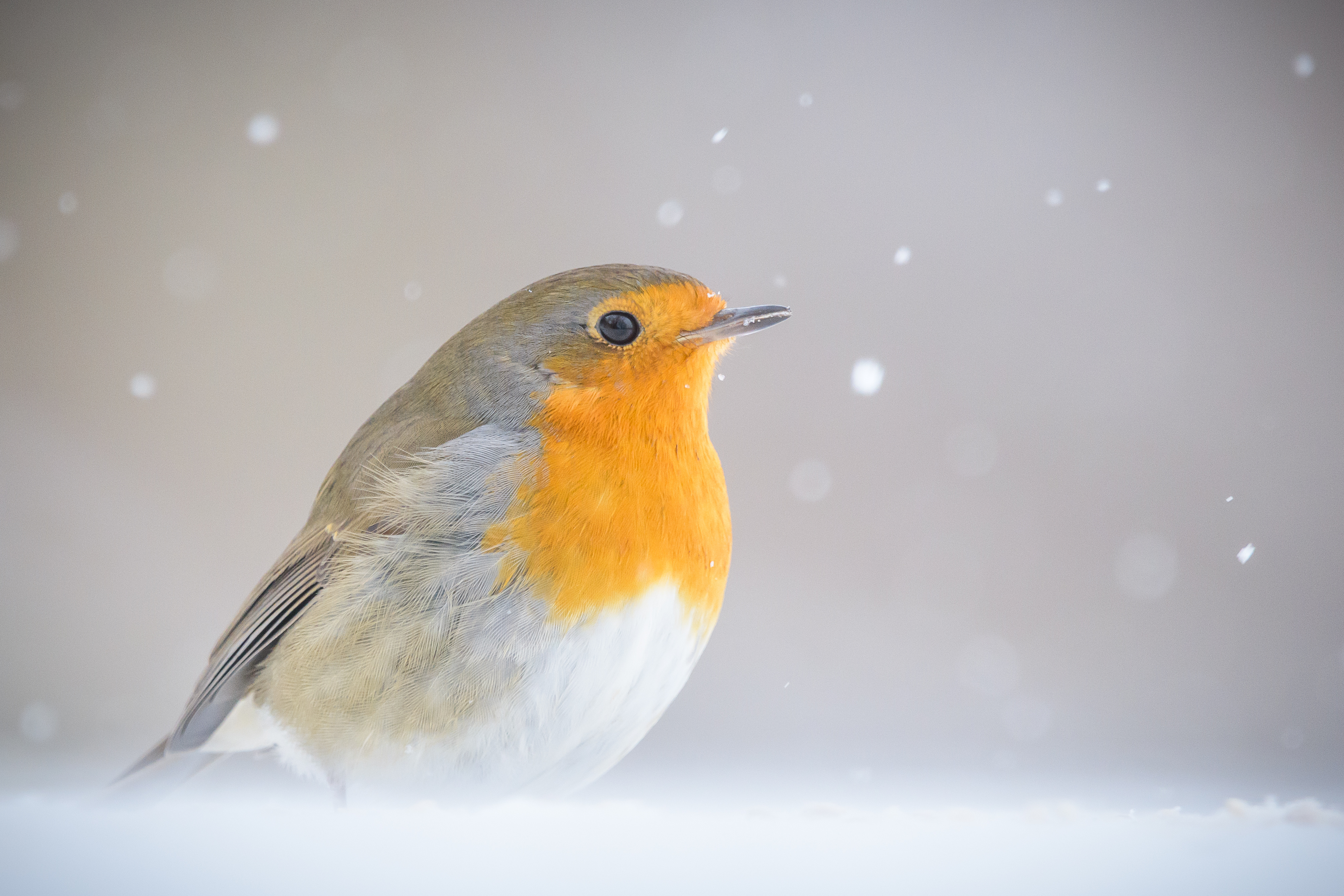
Un rouge-gorge familier dans la neige. Février 2021.

Le Rouge-gorge familier est présent sur une grande partie du continent eurasien ainsi qu'en Afrique du Nord et Amérique du Nord. Il est totalement absent de l'Océanie.
Selon Birdlife International, au début des années 2020, il y aurait entre 130 et 201 millions individus matures.

### Migration
Ce migrateur partiel peut migrer (de nuit) jusqu'en Afrique du Nord de septembre à avril.
En France il est principalement sédentaire, mais sa population augmente durant l'hiver par afflux d'individus venant du Nord de l'Europe. Environ 54% des rouges-gorges bagués en Belgique entre 1927 et 1982 hivernent dans le Sud de la France et la péninsule ibérique. Les autres hivernent sur place et 17% ont été recapturés à plus de 25km de leur lieu de baguage. « Des oiseaux originaires de tous les pays du nord ouest de l'Europe traversent la Belgique et la population hivernant en Belgique comprend environ 45% d'oiseaux étrangers. Cependant, la population totale reste constante compte tenu de l'émigration des oiseaux d'origine belge ». 
En règle générale, les mâles semblent moins voyageurs que les jeunes et les femelles. 

### Vulnérabilité aux champs électromagnétiques
On sait depuis les années 1970 que les oiseaux disposent d'une sorte de compas magnétique interne leur permettant de ressentir le champ magnétique terrestre,,,,. Ce « compas interne », qui peut être (au moins pour certaines espèces) étalonné grâce à la lumière polarisée du Soleil ou de la Lune est important pour la survie des oiseaux nocturnes ou migrant de nuit. Des chercheurs ont montré en 2011 que le rouge-gorge qui est diurne (mais migre de nuit) possède un tel compas, associé à son système de vision. On a aussi montré (en 2012) que tous les oiseaux nocturnes en possèdent.
Il a été suspecté que les champs électromagnétiques générés par les activités anthropiques (en forte augmentation) pouvaient perturber les migrations ou déplacements des oiseaux.
Le rouge-gorge familier fait partie des espèces dont la sensibilité au smog électromagnétique est établie. Il a récemment servi d'espèce modèle, dans une étude en double-aveugle réalisée par une équipe de chercheurs allemands et anglais de l'université Carl-von-Ossietzky d'Oldenbourg (Allemagne) qui a publié ses conclusions dans la revue Nature en mai 2014,. Plusieurs expériences montrent que la boussole interne du rouge-gorge semble désorientée par certains champs électromagnétiques. Les auteurs ont testé les capacités à s'orienter de l'animal exposé à des champs de 50 kHz à 5 MHz  et donc à des fréquences similaires à celles issues d'équipements radio AM (modulation d’amplitude). 
Dans tous les cas, l'effet inhibant sa capacité d'orientation était réduit d'environ deux ordres de grandeur quand l'oiseau était placé dans une cage de Faraday reliée au sol (dans cette cage métallique, l'oiseau perçoit le champ magnétique terrestre et s'oriente alors sans difficulté vers sa direction migratoire, ce qu'il ne peut plus faire dès qu'il est placé dans une cage en bois). 
De même quand on supprimait la mise à la terre de la cage métallique ou que l'on introduisait un émetteur de champ électromagnétique à large bande dans la cage métallique, l'oiseau perdait de nouveau sa capacité à s'orienter.
Les auteurs ont conclu que ces champs artificiels sont la cause d'une désorientation migratoire globale. Ils alertent sur le fait que cet effet nuisible existe pour toute la gamme de fréquence et sur celui que ce sont les champs magnétiques de faible intensité dans les gammes d'ondes moyennes qui avaient le plus d'effet lors de l'expérimentation. 
Le smog électromagnétique urbain pourrait avoir un effet sur d'autres espèces, estiment les auteurs, ce que d'autres études pourraient confirmer.
On ne comprend pas encore comment le cerveau ou d'autres organes impliqués dans l'orientation sont ainsi perturbés. Selon Hervé Cadiou, « L’animal se servirait du cryptochrome pour s’orienter, un photorécepteur  capable de détecter la lumière et le champ magnétique terrestre. Une autre piste réside dans la fonction des cristaux de magnétite, des petits aimants présents dans le cerveau. Quoi qu’il en soit, les recherches doivent continuer pour confirmer ou infirmer ces hypothèses ».
Un article pré-publié en juillet 2024 (et toujours pas relu par des pairs en octobre 2024) suggère que le cryptochrome 4a (ErCry4a), présent chez le rouge-gorge familier, serait une molécule sensorielle magnétique. Cette molécule est principalement localisée dans les segments externes des cellules photoréceptrices à double cône de l'œil, qui contiennent des membranes empilées et hautement ordonnées qui pourraient faciliter la fixation anisotrope d'ErCry4a nécessaire à la détection des champs magnétiques.

## Parasites
Dans une étude menée en Pologne en 1981, environ 36% des rouges-gorges familiers migrants durant l'automne présentent une infestation par des tiques du genre Ixodes contre autour de 10% des rouges-gorges familiers étudiés durant le printemps.

## Taxonomie

### Ornithonymie
L'espèce a été décrite  par le naturaliste suédois Carl von Linné en 1758, sous le nom initial de Motacilla rubecula. Motacilla est un nom d'oiseau cité dans le Lexique d'Hésychios d'Alexandrie, l'épithète spécifique rubecula est un diminutif du latin ruber, « rouge ». Le genre Erithacus est introduit par le naturaliste Georges Cuvier en 1800 : employé préférentiellement par les ornithologues, il est adopté par l'International Ornithologists' Union (en) pour former le genre du nom binomial Erithacus rubecula. Erithacus est issu de l'ancien grec erithakos, du nom d'un oiseau inconnu.

#### Synonyme
- Motacilla Rubecula, Linné,1758 Protonyme.

### Systématique
Le genre incluait précédemment deux espèces asiatiques Erithacus komadori (Rossignol komadori) et Erithacus akahige (Rossignol akahigé). S'appuyant sur diverses études phylogéniques menées depuis 2006, le Congrès ornithologique international (classification version 4.1, 2014) déplace ces deux espèces dans le genre Larvivora qui est ressuscité pour l'occasion, le Rouge-gorge familier restant depuis l'unique espèce du genre Erithacus.

## Le rouge-gorge et l'homme

### Actions de protection
Adepte des mangeoires, où il se régale tout particulièrement des vers de farine, le rouge-gorge se nourrit également de petites graines, de noix, d'avoine, de pudding pour oiseaux, etc. Le rouge-gorge adore le beurre et la margarine. Il accepte les miettes de pain, la graisse, les débris de viande et de pomme de terre. Certains rouges-gorges mangent les cacahuètes placées  dans un filet. Asocial, il ne partage les mangeoires avec les autres rouges-gorges qu'en période de disette.
Les rouges-gorges recherchent leur nourriture surtout au sol ; c'est pourquoi il convient de leur procurer des aliments (raisins secs, baies séchées, flocons d'avoine trempés dans  l'huile, insectes) au niveau du sol, à l'abri de la pluie.
Les rouges-gorges apprécient aussi l'aide de l'homme pour trouver des lieux où nicher : trou dans un mur, nichoir semi-ouvert, plantes grimpantes comme le lierre ou la vigne-vierge.
Protection
Le rouge-gorge familier bénéficie d'une protection totale sur le territoire français depuis l'arrêté ministériel du 17 avril 1981 (modifié en 2009) relatif aux oiseaux protégés sur l'ensemble du territoire. Il est donc interdit de le détruire, le mutiler, le capturer ou l'enlever, de le perturber intentionnellement ou de le naturaliser, ainsi que de détruire ou enlever les œufs et les nids, et de détruire, altérer ou dégrader son milieu. Qu'il soit vivant ou mort, il est aussi interdit de le transporter, colporter, de l'utiliser, de le détenir, de le vendre ou de l'acheter s'il s'agit d'oiseaux prélevés dans le milieu naturel. Depuis mars 2006 et en application de la réglementation européenne, les oiseaux d'élevage ne sont plus concernés par ces interdictions.

### Culture

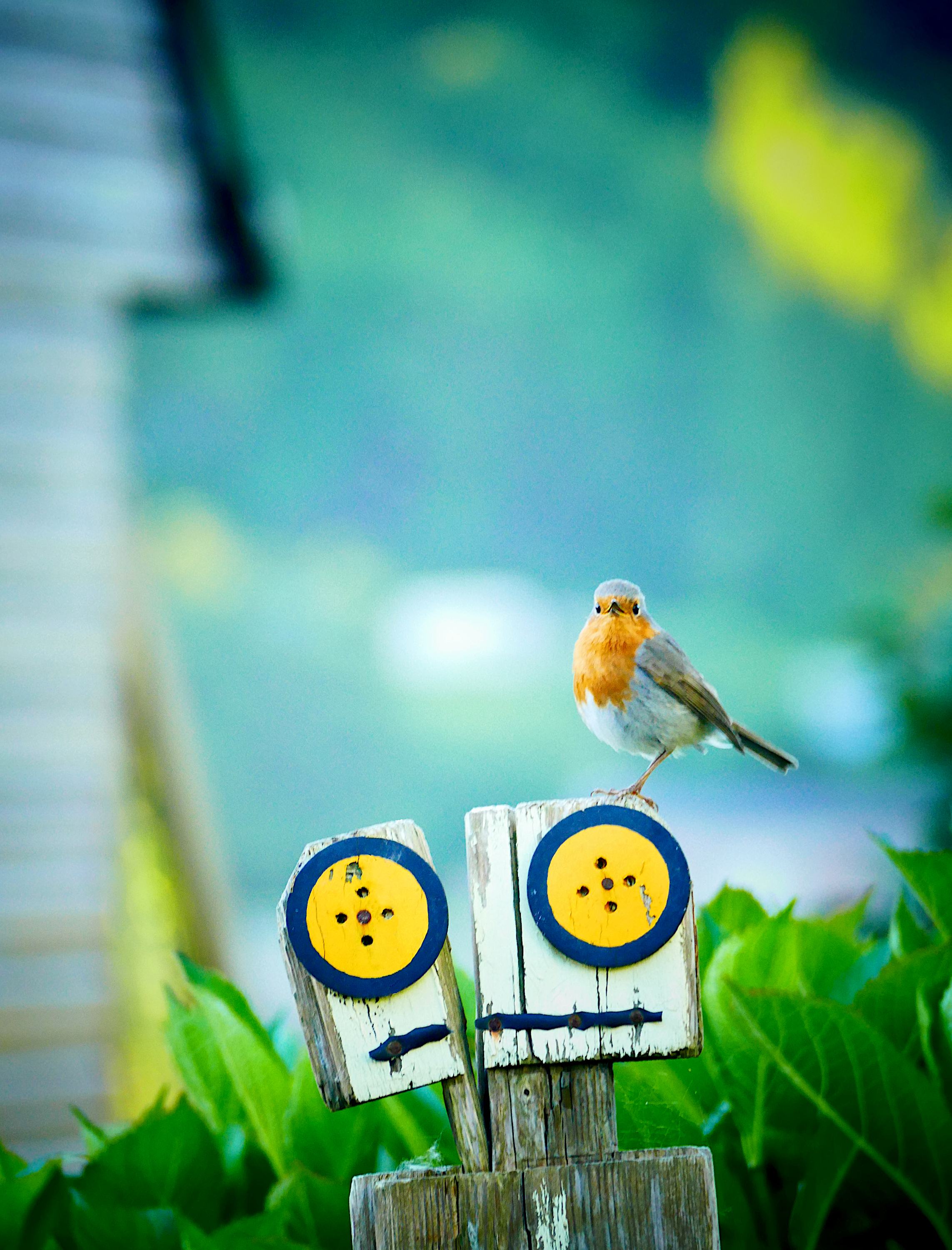
Rouge-gorge familier sur une sculpture artistique.

Le poète René Char a plusieurs fois évoqué le rouge-gorge, notamment dans Feuillets d'Hypnos (aphorisme 33) et dans Lettera Amorosa : « Le rouge-gorge est arrivé, le gentil luthier des campagnes. Les gouttes de son chant s'égrènent sur le carreau de la fenêtre. »
Henri Pichette mena de patientes recherches ethnologiques sur les dénominations et dictons consacrés à l'oiseau dans Les Ditelis du rougegorge (il l'écrit sans trait d'union).
Il est également le symbole d'Auchan, pour son « caractère sympathique » et « proche de l'homme ».
En Belgique, le Rouge-gorge familier figure sur le logo de la Ligue royale belge pour la protection des oiseaux (LRBPO).
Le rouge-gorge a été représenté sur un timbre-poste français dont une version a été l'objet de spéculation. Voir rouge-gorge (timbre).
« Rouge-gorge » fut le surnom d'Aristide Bruant.
Rouge-gorge est le titre d'une chanson de Gérard Manset présente sur l'album Rien à Raconter sorti en 1976.
En 1988 Renaud sort l’album Putain de camion sur lequel figure Rouge-gorge, une des plus belles chansons sur Paris dédiée à Robert Doisneau.